# 拉里奥哈共产党
拉里奥哈共产党是西班牙共产党在拉里奥哈自治区的分支。该党于1986年11月13日在西班牙内政部注册。它的意识形态是共产主义、马克思列宁主义。它的政治立场是左翼至极左翼。